# 川黔翠雀花
川黔翠雀花（学名：Delphinium bonvalotii）为毛茛科翠雀属的植物，是中国的特有植物。分布在中国大陆的贵州、四川等地，生长于海拔1,100米至2,600米的地区，见于山地林边，目前尚未由人工引种栽培。

## 别名
峨山草乌（四川西部）

## 异名
- Delphinium bonvalotii Franch. var. eriostylum (Levl.) W. T. Wang
- Delphinium bonvalotii Franch. var. hispidum W. T. Wang
- Delphinium eriostylum Levl.